# Isole di Kaminskij
Le isole di Kaminskij (in russo Острова Каминского, ostrova Kaminskogo) sono un gruppo di isole russe bagnate dal mare di Kara.
Amministrativamente fanno parte del distretto di Tajmyr del Territorio di Krasnojarsk, nel Circondario federale della Siberia.

## Geografia
Le isole sono situate a nord di capo Pacinko (мыс Пацинко, mys Pacinko), lungo la costa di Chariton Laptev (берег Харитона Лаптева, bereg Charitona Lapteva), nella parte centrale della penisola del Tajmyr. Fanno parte della Riserva naturale del Grande Artico.
Si tratta di 7 piccole isole, 2 delle quali senza nome, che si sviluppano in direzione est-ovest, a pochi chilometri dal continente. Il punto più alto del gruppo è di 20 m s.l.m. sull'isola Bol'šoj.
Da ovest a est, le isole sono:
- Isola Liliput (остров Лилипут),[2] la più piccola (da qui il nome), se si escludono i due isolotti senza nome. Uno di questi si trova proprio a est dell'isola.
- Isola Bol'šoj (остров Большой, "isola grande"),[3] la più grande, come indica il nome, nonché quella con l'elevazione massima. Ha una forma allungata e leggermente curva, con la baia maggiore che si apre a nord.
- Isola Kaplik (остров Карлик, "isola nana"),[4] situata a nord di Bol'šoj, è una piccola isola arrotondata con un'altezza massima di 7 m.s.l.m. Direttamente a nord c'è il secondo isolotto senza nome, che è anche il punto più settentrionale del gruppo.
- Isola Srednij (остров Средний, "isola centrale"),[5] situata all'estremità orientale di Bol'šoj, è un'altra isola rotonda, più grande di Kaplik.
- Isola Malyj (остров Малый, "isola piccola"),[6] la più orientale del gruppo. Nonostante il nome, è la seconda per grandezza; ha una forma allungata e un'elevazione massima di 10 m.s.l.m.

## Isole adiacenti
- Isole di Tillo (острова Тилло, ostrova Tillo), a sud-ovest.